# 札幌国际半程马拉松
札幌国际半程马拉松（英語：Sapporo Half Marathon）是每年7月在日本札幌举行的半程马拉松比赛。

## 历史
1958年创建，每年7月在札幌举行。2012年由于传统赞助商撤资，此体育竞赛结束举办。